# Mike Daniels
Mike Daniels (Blackwood, 5 maggio 1989) è un giocatore di football americano statunitense che gioca nel ruolo di defensive tackle per i Cincinnati Bengals della National Football League. Fu scelto nel corso del quarto giro (132º assoluto) del Draft NFL 2012 dai Green Bay Packers. Al collega ha giocato a football ad Iowa.

## Carriera professionistica

### Green Bay Packers
Daniels fu scelto dai Packers nel corso del quarto giro del Draft 2012. Il 13 settembre 2012, nella prima gara da professionista contro gli storici rivali dei Chicago Bears, Daniels mise a segno il primo sack in carriera ai danni di Jay Cutler. Il suo primo touchdown lo segnò il 9 novembre 2012 contro i Detroit Lions dopo aver recuperato un fumble di Matthew Stafford. La sua stagione da rookie si concluse con 14 presenze, nessuna come titolare, con 12 tackle e 2 sack. Dopo un primato personale di 6,5 sack nel 2013, divenne stabilmente titolare a partire dalla stagione successiva.
Nel 2017 Daniels mise a segno 49 tackle, 5 sack e forzò un fumble, venendo convocato per il suo primo Pro Bowl al posto dell'infortunato Aaron Donald.
Il 24 luglio 2019 Daniels fu svincolato dai Packers.

### Detroit Lions
Due giorni dopo Daniels firmò con i Detroit Lions.

### Cincinnati Bengals
Il 12 agosto 2020 Daniels firmò con i Cincinnati Bengals.

## Palmarès

### Franchigia
- American Football Conference Championship: 1

Cincinnati Bengals: 2021

### Individuale
- Convocazioni al Pro Bowl: 1

2017